# John Riley (hockey sur glace, 1919)
Pour les articles homonymes, voir John Riley, Jack Riley et Riley.
Temple de la renommée de l'IIHF : 1998
John Thomas Riley, dit Jack Riley, (14 juin 1919 à Toronto (Ontario) - 13 juillet 2016 à Scott Township, comté d'Allegheny (Pennsylvanie)) est un ancien président de la Ligue américaine de hockey (1964-1966), puis a été directeur général des Penguins de Pittsburgh de la Ligue nationale de hockey.
Il a occupé ce poste du 6 juin 1967 au 1er mai 1970 puis du 29 janvier 1972 au 13 janvier 1974.
Il a été à la tête de l'équipe pendant 375 matchs pour 130 victoires et 190 défaites.
Jack Riley a également joué au hockey au sein d'équipes de l’Eastern Hockey League ou de la Ligue américaine de hockey (pour les Rockets de Philadelphie et les Bears de Hershey).
En 1986, il remporte le trophée Lester-Patrick en compagnie de Jack MacInnes pour l'ensemble de sa carrière et les services rendus au monde du hockey aux États-Unis.